# 1. hokejová liga SR 1995/1996
Sezóna 1995/1996 byla 3. ročníkem 1. slovenské hokejové ligy. Postupujícím do extraligy se stal po úspěšné baráži tým HK VTJ Spišská Nová Ves. Sestoupil tým HK PPS Detva. Z 2. ligy naopak postoupil tým Spartak BEZ Bratislava.

## Základní část
| Vysvětlivka                  |
| ---------------------------- |
| Postup do baráže o extraligu |
| Skupina o umístění           |

| Poř. | Tým                     | Z  | V  | R  | P  | VG  | OG  | B  |
| ---- | ----------------------- | -- | -- | -- | -- | --- | --- | -- |
| 1.   | HK VTJ Spišská Nová Ves | 44 | 29 | 6  | 9  | 198 | 114 | 64 |
| 2.   | HKm Zvolen              | 44 | 26 | 6  | 12 | 181 | 107 | 58 |
| 3.   | HK 36 Skalica           | 44 | 25 | 4  | 15 | 163 | 132 | 54 |
| 4.   | HC MEZ VTJ Michalovce   | 44 | 24 | 4  | 16 | 192 | 150 | 52 |
| 5.   | HK ŠKP Žilina           | 44 | 19 | 8  | 17 | 156 | 143 | 46 |
| 6.   | HC Dukla Nafta Senica   | 44 | 19 | 7  | 18 | 157 | 162 | 45 |
| 7.   | Polygón Nitra           | 44 | 19 | 6  | 19 | 163 | 151 | 44 |
| 8.   | HC VTJ Kimex Topoľčany  | 44 | 18 | 5  | 21 | 135 | 164 | 41 |
| 9.   | HK VTJ Marat Piešťany   | 44 | 14 | 8  | 22 | 133 | 164 | 36 |
| 10.  | HK 31 Kežmarok          | 44 | 14 | 8  | 22 | 105 | 147 | 36 |
| 11.  | ŠK Matador Púchov       | 44 | 9  | 10 | 25 | 115 | 197 | 28 |
| 12.  | HK PPS Detva            | 44 | 10 | 4  | 30 | 117 | 184 | 24 |

## Baráž o extraligu
- Baráže o extraligu se zúčastnily poslední dva týmy základní části extraligy (Banská Bystrica a Prešov) a čtveřice nejlepších prvoligistů po základní části.

| Vysvětlivka                   |
| ----------------------------- |
| Týmy postupující do extraligy |

| Poř. | Tým                                | Z  | V | R | P | VG | OG | B  |
| ---- | ---------------------------------- | -- | - | - | - | -- | -- | -- |
| 1.   | HK Spišská Nová Ves                | 10 | 6 | 2 | 2 | 36 | 27 | 14 |
| 2.   | Iskra Zlatý Bažant Banská Bystrica | 10 | 6 | 1 | 3 | 45 | 29 | 13 |
| 3.   | HKm Zvolen                         | 10 | 5 | 3 | 2 | 38 | 34 | 13 |
| 4.   | Dragon Prešov                      | 10 | 3 | 2 | 5 | 35 | 30 | 8  |
| 5.   | MEZ VTJ Michalovce                 | 10 | 3 | 1 | 6 | 29 | 43 | 7  |
| 6.   | HK 36 Skalica                      | 10 | 2 | 1 | 7 | 28 | 48 | 5  |

## Skupina o umístění
| Vysvětlivka |
| ----------- |
| Sestupující |

| Poř. | Tým                    | Z  | V  | R  | P  | VG  | OG  | B  |
| ---- | ---------------------- | -- | -- | -- | -- | --- | --- | -- |
| 5.   | HC VTJ Kimex Topoľčany | 58 | 28 | 5  | 25 | 205 | 203 | 61 |
| 6.   | Polygón Nitra          | 58 | 26 | 8  | 24 | 221 | 199 | 60 |
| 7.   | HK ŠKP Žilina          | 58 | 23 | 11 | 24 | 214 | 207 | 57 |
| 8.   | HC Dukla Nafta Senica  | 58 | 23 | 9  | 26 | 197 | 220 | 55 |
| 9.   | HK 31 Kežmarok         | 58 | 21 | 9  | 28 | 138 | 180 | 51 |
| 10.  | HK VTJ Marat Piešťany  | 58 | 18 | 9  | 31 | 180 | 237 | 45 |
| 11.  | ŠK Matador Púchov      | 58 | 17 | 10 | 31 | 165 | 239 | 44 |
| 12.  | HK PPS Detva           | 58 | 17 | 5  | 36 | 166 | 232 | 39 |